# Steiertenkopf
Der Steiertenkopf befindet sich in der Gemeinde Hinterzarten und hat eine Höhe von 1073 m ü. NHN. Er befindet sich nordwestlich der Gemeinde Bärenthal. Um ihn herum befinden sich weitere Höhenzüge, die alle über 1000 m hoch sind. Besonders bekannt ist hierbei der Feldberg, der gleichzeitig der höchste Berg des Mittelgebirges Schwarzwald ist. Abflüsse gelangen in den nordöstlich gelegenen Titisee, der sich in der gleichnamigen Stadt Titisee-Neustadt befindet.